# Sharon Marshall
Sharon Marshall jest brytyjską dziennikarką (ur. 1971). Największą popularność przyniósł jej prowadzony od 2003 roku program Soap Expert w brytyjskiej telewizji TV1, a także poranny program telewizyjny This Morning. Jest autorką książki Tabloid girl (Cena Plotki), odsłaniającej kulisy londyńskiego świata tabloidów, która właśnie została wydana. Pisała dla News of the World, była autorką rubryki No sex in the City w The Sun, jest współautorką książki The Naughty Girl's Guide to Life. Pracowała także w brytyjskiej telewizji przy realizacji takich programów, jak Celebrity Fit Club, czy Big Brother's Big Mouth. Jest niekwestionowanym ekspertem w dziedzinie brytyjskiego show-biznesu. 21 września 2010 wyszła za mąż za Bruce'a Davidsona i jest obecnie znana również jako Sharon Davidson.

## Kariera telewizyjna
W 2006 roku Marshall wzięła udział w pracy przy programie Celebrity Fit Club, jednym z reality show, który był emitowany w brytyjskiej telewizji ITV. Związana była także z programami Five' oraz Trust Me – I'm A Beauty Therapist. Sharon Marshall jest również rozpoznawalna dzięki wielu wywiadom, jakie przeprowadziła z celebrytami jako panelistka lunchowego programu Loose Women w 2007 roku. Zasiada w jury British Soap Awards.

## Kariera pisarska
Marshall zanim zaczęła karierę telewizyjną, przez dziesięć lat pracowała jako dziennikarka tabloidowa przy Fleet Street, w centrum Londynu. Była redaktorem TV News of the World. Pisała także do cotygodniowej kolumny Sex in the City w The Sun. Marshall jest współautorką książki The Naughty Girl's Guide to Life, którą napisała ze swoją przyjaciółką Tarą Palmer-Tomkinson. Książka została opublikowana w 2007 roku.

## Życie osobiste
Swoje pierwsze dziecko, córkę Betsey Fletcher, urodziła 10 lipca 2018 r.